# Droga wojewódzka nr 620
Droga wojewódzka nr 620 (DW620) – droga wojewódzka w województwie mazowieckim łącząca Przewodowo-Parcele (droga wojewódzka nr 618 z Nowym Miastem (droga wojewódzka nr 632) o długości 23,5 km.